# 52309 Філніколай
52309 Філніколай (52309 Philnicolai) — астероїд головного поясу, відкритий 7 жовтня 1991 року.
Тіссеранів параметр щодо Юпітера — 3,256.